# Takkaselkätunturi
Takkaselkätunturi är en kulle i Finland. Den ligger i Savukoski i landskapet Lappland, i den norra delen av landet, 800 km norr om huvudstaden Helsingfors. Toppen på Takkaselkätunturi är 392 meter över havet.
Terrängen runt Takkaselkätunturi är kuperad åt sydost, men åt nordväst är den platt.  Trakten runt Takkaselkätunturi är nära nog obefolkad, med mindre än två invånare per kvadratkilometer. Det finns inga samhällen i närheten. 